# Пщулки (станция)
Пщулки (пол. Pszczółki) — железнодорожная станция в селе Пщулки в гмине Пщулки, в Поморском воеводстве Польши. Имеет 4 платформы и 4 путей. 
Станция построена в 1851 году, когда эта территория была в составе Королевства Пруссия. 